# Dante Notaristefano
Dante Notaristefano (San Mauro Marchesato, 6 novembre 1928 – Torino, 18 febbraio 2015) è stato un avvocato, politico e funzionario italiano del Ministero di Grazia e Giustizia, ferito in un attentato terroristico dalle Brigate Rosse negli anni settanta. Era il presidente, nonché uno dei principali soci fondatori insieme a Maurizio Puddu, dell'Associazione italiana vittime del terrorismo.

## Biografia
Nato il 6 novembre 1928 a San Mauro Marchesato (KR) da padre carabiniere e madre casalinga, entrambi di origini pugliesi, dopo gli studi superiori si trasferisce a Torino per intraprendere la carriera universitaria iscrivendosi alla Facoltà di Giurisprudenza, conseguendo la laurea e avviandosi alla professione di avvocato. Terminato il periodo universitario si stabilisce nel capoluogo piemontese, dove viene eletto consigliere comunale nelle file della DC - rispettivamente con i quattro sindaci torinesi Giovanni Porcellana, Guido Secreto, Giovanni Picco e Diego Novelli - per due legislature, dal 1970 al 1975 e dal 1975 al 1980.

### L'attentato
Il pomeriggio del 20 aprile 1977 in lungo Dora Voghera, mentre stava ritornando a casa dall'ufficio, vide tre persone dall'altro lato della strada, tra cui la terrorista delle Brigate Rosse Nadia Ponti, che gli si avvicinò contro sparandogli addosso, colpendo però solo la borsa di Notaristefano, da lui stesso alzata istintivamente con le braccia per proteggersi dal proiettile: in quel momento Notaristefano cominciò a darsi alla fuga, in quanto i tre brigatisti continuavano ad inseguirlo e a sparargli addosso. Qualche anno dopo, grazie alle rivelazioni del primo brigatista pentito Patrizio Peci, Notaristefano venne a sapere che i tre che gli avevano sparato furono Cristoforo Piancone, Nadia Ponti e Dante Di Blasi.

### L'elezione a presidente dell'A.I.VI.TER.
Nel 2007, in seguito alla morte di Maurizio Puddu avvenuta il 21 maggio di quell'anno, viene eletto presidente dell'Associazione italiana vittime del terrorismo. Gli succede alla carica Roberto Della Rocca.